# Argiñe
Argiñe est un prénom féminin basque.
L'équivalent du prénom est « Clara » en espagnol et « Claire  » en français.
Argi est un mot basque qui signifie « lumière » dans la mythologie basque.

## Prénom
- Pour l'ensemble des articles sur les personnes portant ce prénom, consulter :
  - la liste des articles dont le titre commence par ce prénom
  - les listes produites par Wikidata : Liste des personnes de prénom « Argiñe » — même liste en incluant les éventuels prénoms composés qui contiennent « Argiñe ».